# Bill Macy

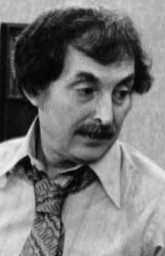
Macy in Maude (1973)

Bill Macy (* 18. Mai 1922 in Revere, Massachusetts als Wolf Martin Garber; † 17. Oktober 2019 in Los Angeles, Kalifornien) war ein US-amerikanischer Schauspieler.

## Leben und Karriere
Nachdem Macy zunächst als Taxifahrer gearbeitet hatte, gelang es ihm Ende der 1950er-Jahre erste Rollen am New Yorker Broadway zu bekommen. Es folgten erste Fernsehrollen in den 1960er-Jahren, etwa in der Seifenoper The Edge of Night. Bekannt wurde Macy durch seine Rolle als Walter Findlay, Ehemann der von Bea Arthur gespielten Hauptfigur in der US-amerikanischen Sitcom Maude. In der Komödie Liebe braucht keine Ferien aus dem Jahr 2006 spielte er an der Seite von Cameron Diaz und Kate Winslet. Macy trat bis ins hohe Alter als Schauspieler auf und war zuletzt 2010 in der Serie Hawthorne zu sehen.
Macy war ab dem Jahr 1975 mit der Schauspielerin Samantha Harper verheiratet. Er starb am 17. Oktober 2019 im Alter von 97 Jahren.

## Filmografie (Auswahl)
- 1968: Frühling für Hitler (The Producers)
- 1972–1978: Maude (Fernsehserie)
- 1977: Die Katze kennt den Mörder (The Late Show)
- 1979: Reichtum ist keine Schande (The Jerk)
- 1980: Der Scarlett-O’Hara-Krieg (The Scarlett O’Hara War)
- 1982: Ein Draufgänger in New York (My Favorite Year)
- 1985: Trio mit vier Fäusten (Riptide)
- 1985: Die Weißkittel – Dümmer als der Arzt erlaubt (Bad Medicine)
- 1987: Nothing in Common (Fernsehserie)
- 1990: Eine fast anständige Frau (Sibling Rivalry)
- 1992: Me, Myself and I
- 1993: Columbo: Der Tote in der Heizdecke (It’s All in the Game, Fernsehreihe)
- 1994: Diagnose: Mord (Diagnosis Murder, Fernsehserie, eine Folge)
- 1999: Reine Nervensache (Analyze This)
- 2004: Emergency Room – Die Notaufnahme (Fernsehserie, Folge 10x22)
- 2004: Wie überleben wir Weihnachten? (Surviving Christmas)
- 2006: Liebe braucht keine Ferien (The Holiday)
- 2010: Hawthorne (Fernsehserie, eine Folge)